# IStartHere
IStartHere även StartHereOnly! är ett Annonsprogram av Trojan-typ och även en startsidekapare. Vissa webbplatser som innehåller så kallade utnyttjanden (förstörande sajt) kan byta din startsida till IStartHere-sidan. Det kan skada innehållet i datorn, och programmet mixtrar även om i bufferten, förstör viktiga filer och kan också stänga av ditt antivirusskydd. Då webbplatsen besöks kommer det en reklam-pop up där det står att du installerar en toolbar samt har bytt sida till IStartHere.com.
IStartHere kan tas bort genom Kontrollpanelens "Lägg till / Ta bort program"-val.